# Lythria pulverata
Lythria pulverata är en fjärilsart som beskrevs av Obraztsov 1936. Lythria pulverata ingår i släktet Lythria och familjen mätare. Inga underarter finns listade i Catalogue of Life.